# پل بوردمن
پل بوردمن (انگلیسی: Paul Boardman؛ زادهٔ ۱ ژانویهٔ ۱۹۷۳) بازیکن فوتبال، و مجری تلویزیون اهل بریتانیا است.
از باشگاه‌هایی که در آن بازی کرده‌است می‌توان به باشگاه فوتبال پلیموث آرگیل اشاره کرد.